# Yin Jian
Yin Jian (chiń. upr. 殷剑; chiń. trad. 殷劍; pinyin Yīn Jiàn; ur. 25 grudnia 1978 w Xichang) – chińska żeglarka sportowa specjalizująca się w windsurfingowej klasie RS:X, mistrzyni i wicemistrzyni olimpijska.
Złota medalistka igrzysk olimpijskich w 2008 roku oraz zdobywczyni srebrnego medalu w 2004 roku w klasie RS:X.
W mistrzostwach świata nie odnosiła większych sukcesów, najlepszym jej rezultatem jest 10. miejsce w 2007 roku.